# Caspar C 29
Die Caspar C 29 war ein in den 1920er Jahren gebautes deutsches Schwimmerflugzeug.

## Entwicklung
Die Arbeiten an der C 29 begannen aufgrund einer Ausschreibung des Deutschen Luftsport-Verbands vom Februar 1926 für den Deutschen Seeflug-Wettbewerb (DSW), der im nachfolgenden Juli stattfinden sollte. Offiziell als Postflugzeug ausgewiesen, war das Flugzeug im Auftrag der im Hintergrund agierenden Reichswehr als Seeaufklärer konzipiert. Als Besonderheit sah Caspar-Konstrukteur Ernst von Loessl für den Hispano-Suiza-12-Motor eine Oberflächenkühlung aus Rateau-Lamellen vor, die in die untere Tragfläche, die durchgängig unter dem Rumpf verlief und mit diesem durch Strebenböcke verbunden war, eingesetzt wurde. Diese Art der Kühlung sollte sich jedoch als nicht ausreichend erweisen. Bei der in Travemünde durchgeführten Werkerprobung, die von der für den Wettbewerb gemeldeten Besatzung Berthold/Sido durchgeführt wurde, überhitzte der Antrieb so stark, dass das Flugzeug Feuer fing und verbrannte. Das bedeutete das Aus für eine Teilnahme der Caspar-Werke am Seeflug-Wettbewerb; ein weiteres Exemplar wurde nicht mehr aufgelegt.

## Aufbau

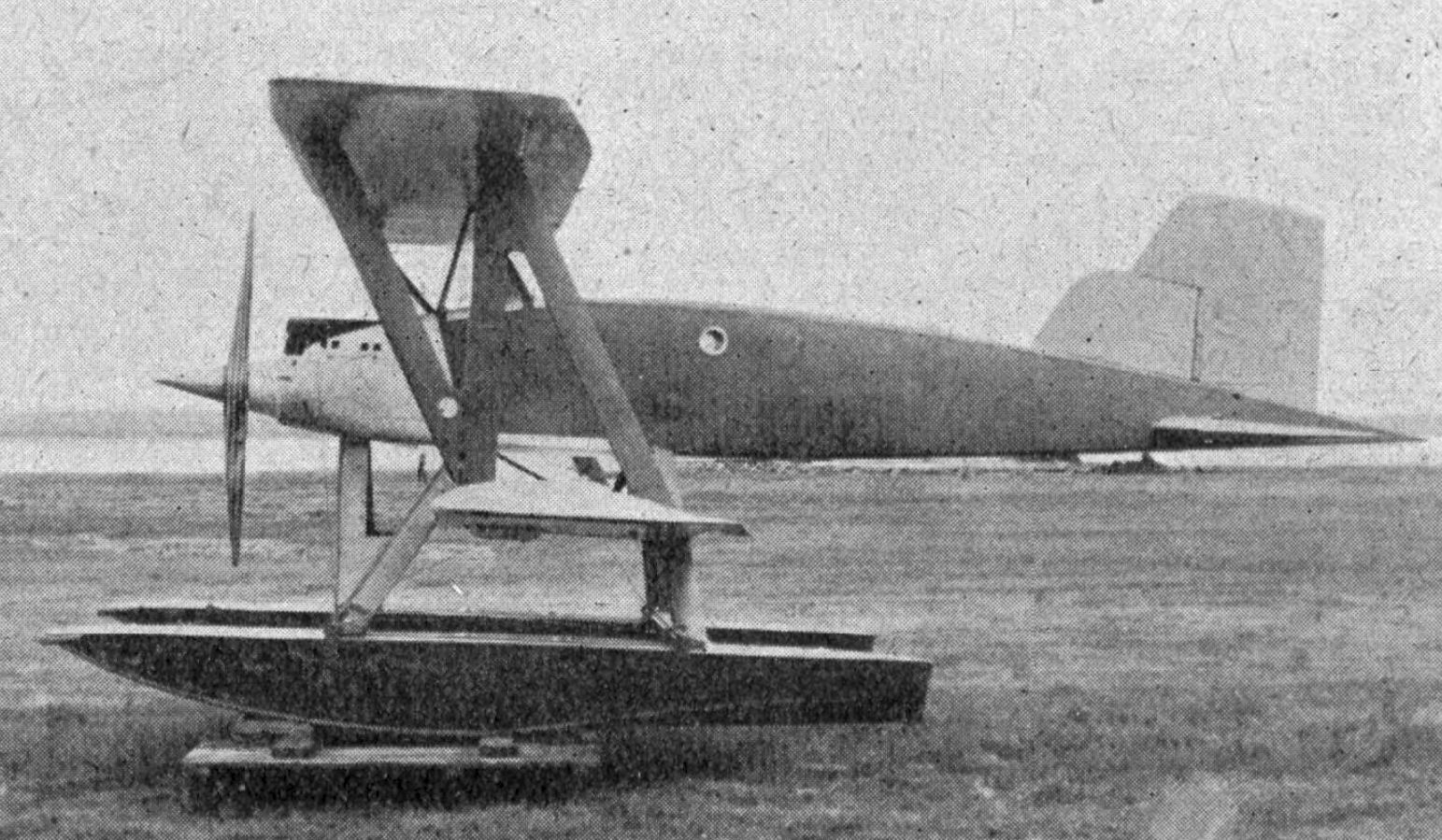
Die C 29 in der Seitenansicht

Die C 29 ist ein verspannter, einstieliger Doppeldecker in Gemischtbauweise. Der Rumpf mit viereckigem Querschnitt besteht aus einem geschweißten, stoffbespannten Stahlrohrgerüst und läuft zum Heck hin spitz aus. Der vordere Teil ist bis zum Ende der hinteren Kabine mit Duraluminiumblechen verkleidet. Vor der ersten Kabine ist ein Brandschott aus Stahlblechen eingelassen.
Die oberen und unteren Tragflügel in Holzbauweise mit gleicher Spannweite sind gestaffelt, zweiteilig ausgeführt und zwischen den beiden Kastenholmen mit Sperrholz beplankt und ansonsten mit Stoff bespannt. Sie sind an Strebenböcke angeschlossen, die die Verbindung zum Rumpf herstellen. Untereinander sind sie durch zwei N-Stiele großer Tiefe verbunden und in einer Ebene drahtverspannt. Zwischen den oberen N-Streben und den vorderen Schwimmeranschlüssen verläuft je ein Stirnkabel. Der im Unterflügel befindliche Kraftstoff wird durch AM-Pumpen zum Triebwerk befördert. Das Leitwerk wird aus einer sperrholzbeplankten und freitragenden Holzkonstruktion mit sehr großem Seitenruder gebildet.
Die C 29 besitzt als Schwimmwerk zwei flachbödige, im hinteren Bereich gekielte Holzschwimmer, die mit Stahlrohrstreben untereinander und mit dem Rumpf verbunden sind.

## Technische Daten
| Kenngröße                                                              | Daten                                                                                     |
| ---------------------------------------------------------------------- | ----------------------------------------------------------------------------------------- |
| Besatzung                                                              | 2                                                                                         |
| Spannweite                                                             | 13 m                                                                                      |
| Länge                                                                  | 9,98 m                                                                                    |
| Höhe                                                                   | 4,18 m                                                                                    |
| Flügelfläche                                                           | 47,44 m²                                                                                  |
| V-Form                                                                 | oben 2,5°, unten 5°                                                                       |
| Flächenbelastung                                                       | 45 kg/m²                                                                                  |
| Leistungsbelastung                                                     | 5 kg/PS                                                                                   |
| Rüstmasse                                                              | 1340 kg                                                                                   |
| Startmasse                                                             | 2000 kg                                                                                   |
| Antrieb                                                                | ein wassergekühlter Zwölfzylinder-Viertakt-V-Motor                                        |
| Typ                                                                    | Hispano-Suiza 12 Jb                                                                       |
| Startleistung Kampf- und Steigleistung Nennleistung max. Dauerleistung | 465 PS (342 kW) 460 PS (338 kW) in Bodennähe 400 PS (294 kW) in Bodennähe 380 PS (279 kW) |
| Höchstgeschwindigkeit                                                  | 190 km/h in Bodennähe                                                                     |
| Marschgeschwindigkeit                                                  | 170 km/h                                                                                  |
| Landegeschwindigkeit                                                   | 65 km/h                                                                                   |
| Steigzeit                                                              | 4 min auf 1000 m Höhe 8,30 min auf 2000 m Höhe 14,30 m auf 3000 m Höhe                    |
| Dienstgipfelhöhe                                                       | 5500 m                                                                                    |
| Reichweite                                                             | 700 km                                                                                    |
| Flugdauer                                                              | 4 h                                                                                       |